# آنا صوفيا بولاك
آنا صوفيا بولاك (بالهولندية: Anna Sophia Polak)‏ هي نسوية ‏ وكاتِبة هولندية، ولدت في 27 أبريل 1874 في روتردام في هولندا، وتوفيت في 26 فبراير 1943 في معسكر أوشفيتز بيركينو في بولندا.